# Ilford Photo

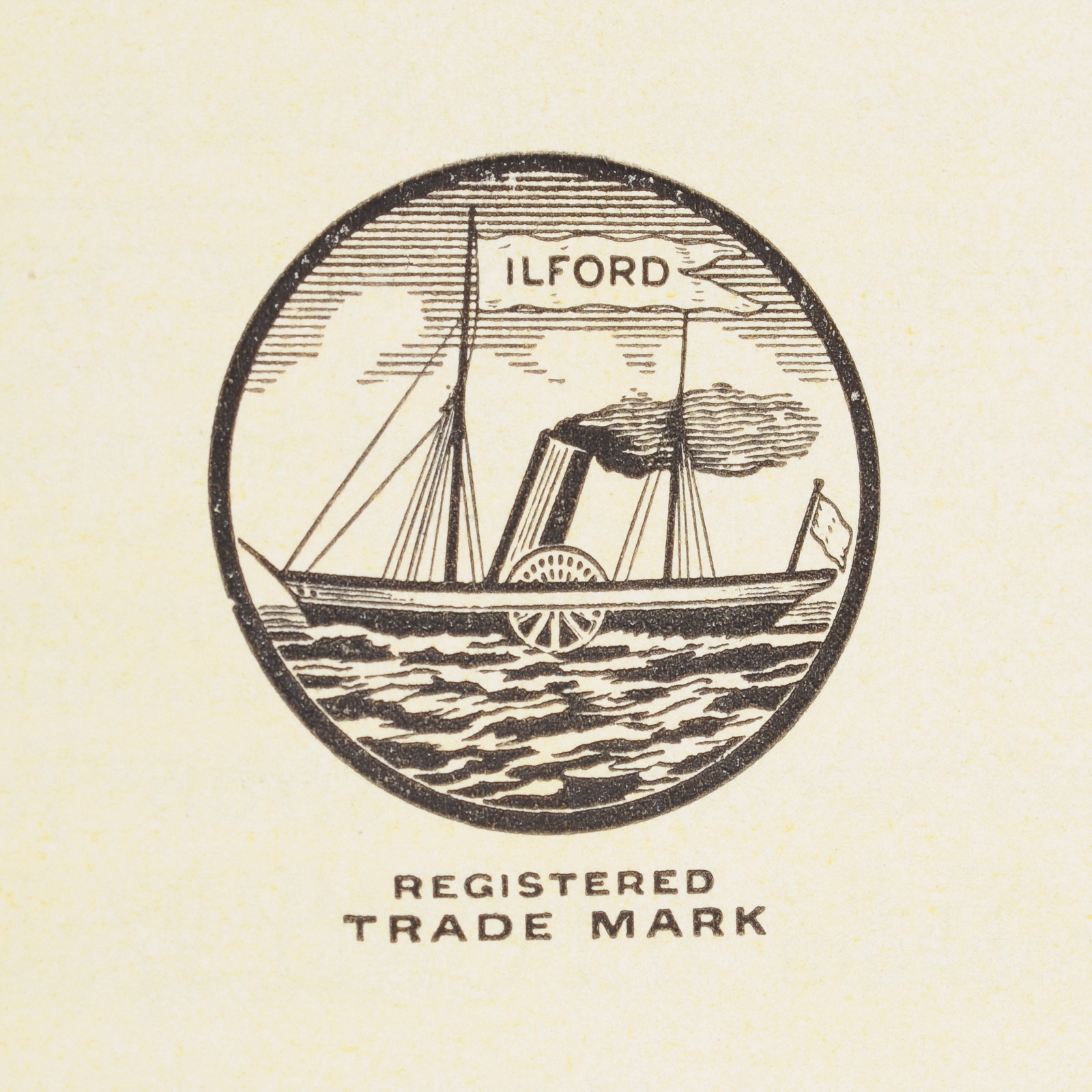
Logo společnosti Ilford ze třicátých let 20. století

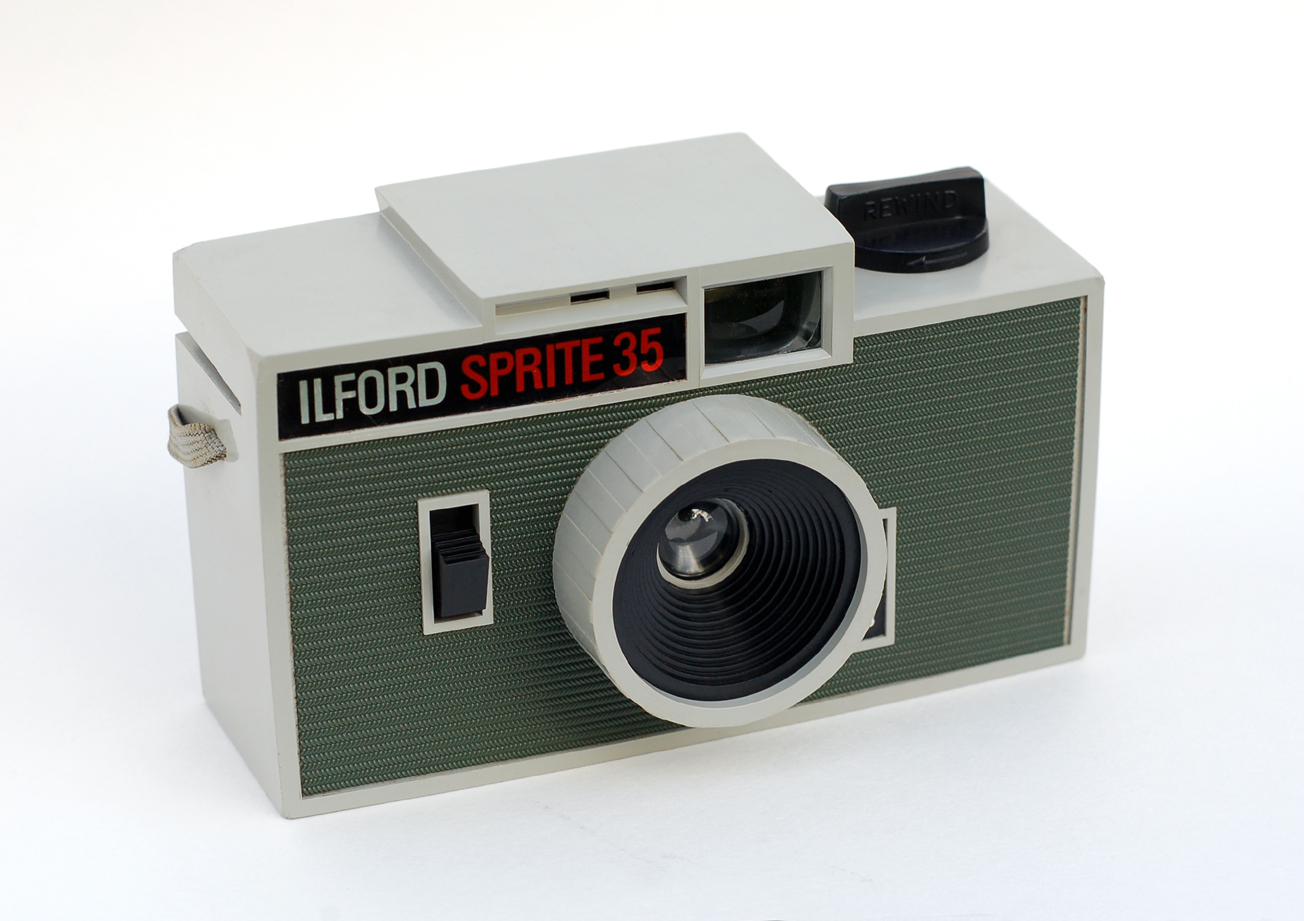
Fotoaparát Ilford Sprite 35, 1960-1970

Ilford Photo je výrobce fotografických materiálů známých po celém světě především díky černobílému filmu a papírům a chemikáliím, stejně jako řadě materiálů pro barevný tisk Ilfochrome a Ilfocolor. Ilfochrome, dříve nazývaný Cibachrome, byl vyvinutý ve spolupráci se švýcarskou firmou CIBA-Geigy. Dříve firma vyráběla komplexní sadu výrobků pro fotografii, včetně optiky, fotografické chemie, spolu s recepty na celou řadu vývojek.

## Historie
Společnost založil v roce 1879 Alfred Hugh Harman jako Britannia Works. Zpočátku firma vyráběla fotografické desky a zabírala velkou plochu v centru města Ilford. V roce 1902 společnost změnila své jméno na Ilford Limited, navzdory námitkám místního zastupitelstva.
V roce 1929 Ilford pohltila firmu Wellington & Ward pánů Jamese Bookera Blakemora Wellingtona a H. H. Warda, která vyráběla fotografické papíry, desky a filmy.

## Produkty

### Filmy

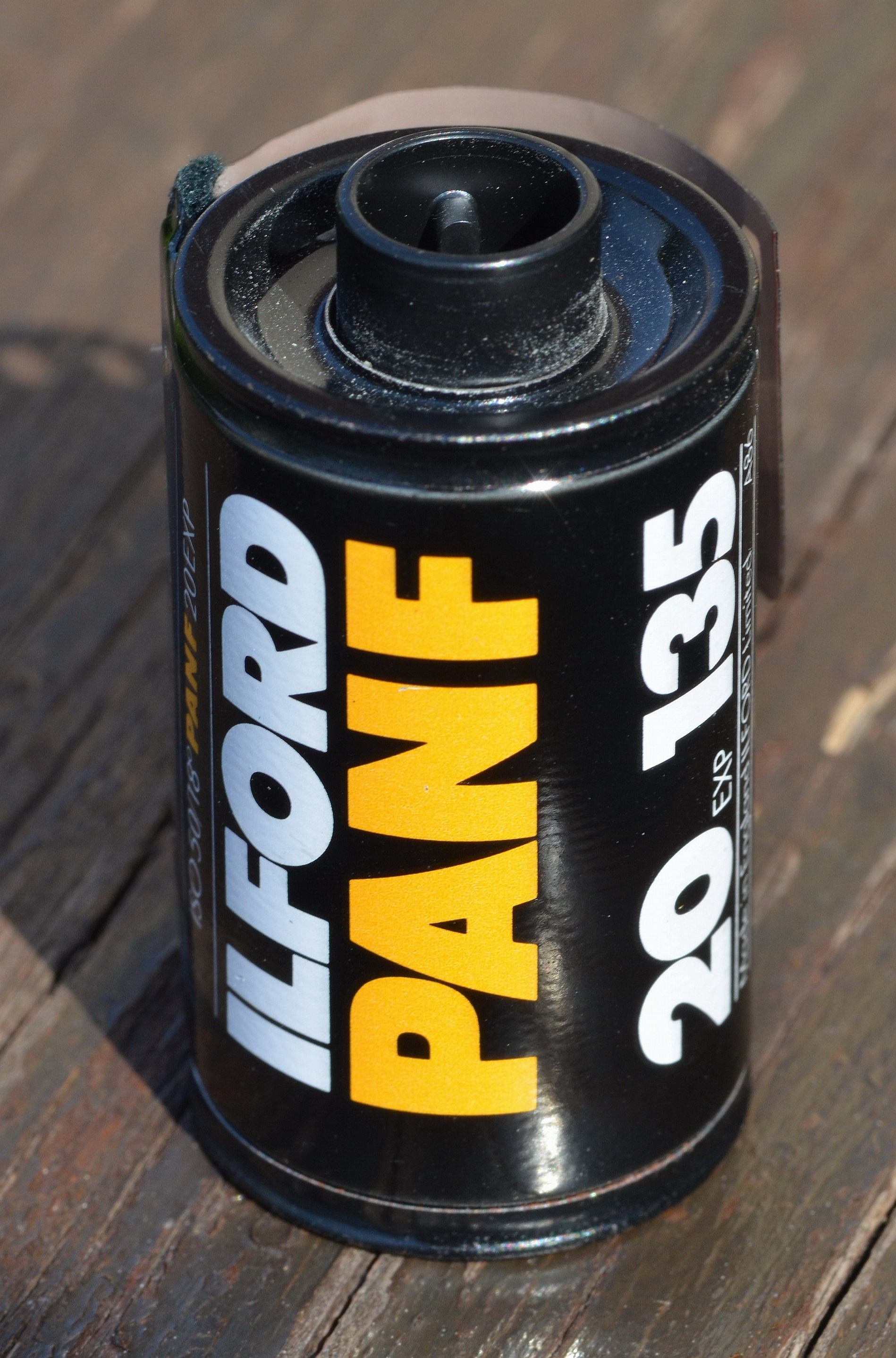
Ilford PAN F

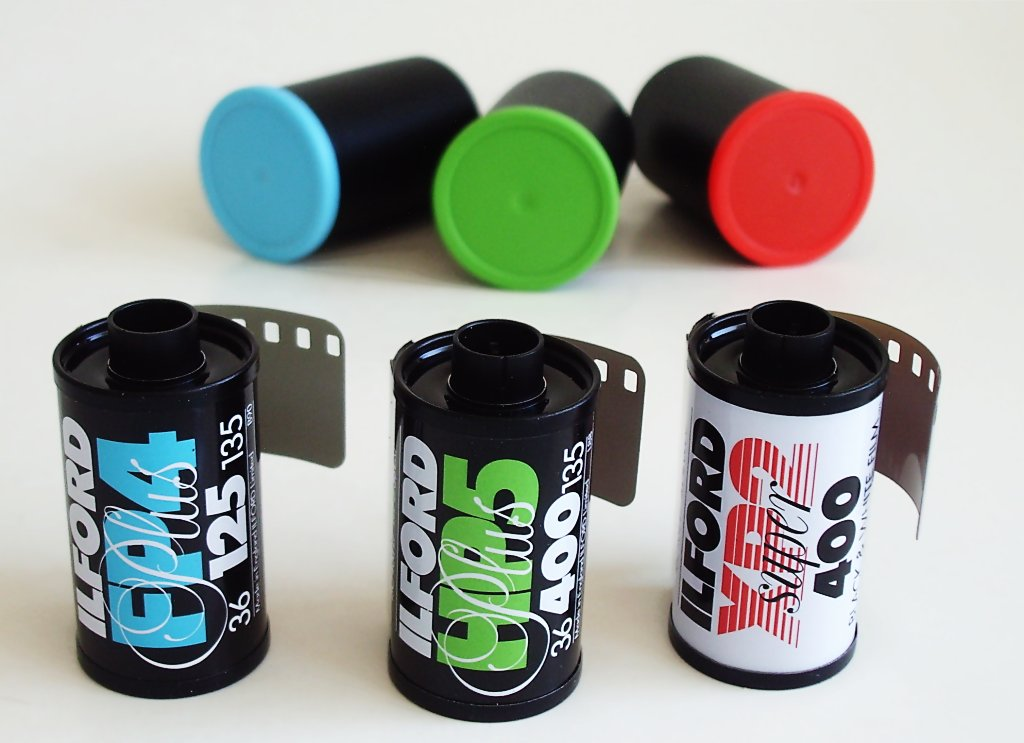
Několik černobílých filmů Ilford

- Pan F plus 50
- FP4 plus 125
- HP5 plus 400
- Delta 100, 400 a 3200
- XP2 Super 400
- SFX 200
- Ilford PAN 100 a 400

### Vývojky
- Ilford ID-11 (totožná s vývojkou Kodak D-76)
- Ilfosol 3
- Ilfotec DD, DD-X, HC, LC 29, and RT Rapid
- Microphen
- Perceptol
- Phenisol

### Speciality
- Surveillance film
- Traffic surveillance film
- Nukleární emulze
- Ortho copy plus
- Q plates
- Process control

### Papíry
Gradientní
- Ilfospeed RC Deluxe
- Ilfobrom Galerie FB

Variabilní kontrast (multigradační)
- Multigrade IV RC Deluxe
- Multigrade IV RC Portfolio
- Multigrade RC Cooltone
- Multigrade RC Warmtone
- Multigrade RC Express
- Multigrade IV FB
- Multigrade FB Warmtone
- Multigrade FB Art

Digital Panchromatic
- Ilfospeed RC Digital
- Galerie FB Digital

Direct Positive
- HARMAN Direct Positive - FB Glossy
- HARMAN Direct Positive - RC Glossy & Luster

### Pozitivní vývoky
Vývojky na papír.
- Bromophen
- Harman Cooltone developer
- Harman Warmtone Developer
- Ilford 2150 XL and 2000 RT
- Multigrade developer
- PQ Universal

### Ustalovače, tónovače a další chemikálie
- Hypam fixer
- Ilford 2000 RT Fixer and Rapid Fixer
- Ilfostop
- Ilfotol wetting agent
- Ilford Washaid
- Tónovač Harman Selenium Toner